# Eksjö landskommun
Eksjö landskommun var tidigare en kommun i Jönköpings län.

## Administrativ historik
När 1862 års kommunalförordningar trädde i kraft bildades över hela landet cirka 2 400 landskommuner (indelningen baserades på socknarna) samt 89 städer och ett mindre antal köpingar.
Det kunde förekomma att en stad och en angränsande landskommun fick samma namn.
I Eksjö socken i Södra Vedbo härad i Småland inrättades Eksjö landskommun.
Den upphörde år 1949, då den i sin helhet inkorporerades i Eksjö stad.
Motsvarande församling, Eksjö landsförsamling, lades samtidigt samman med Eksjö stadsförsamling för att bilda Eksjö församling.

## Politik

### Mandatfördelning i valen 1938-1946
| 5 | 9 | 4 | 2 |

| 20 |

| 4 | 12 | 2 | 2 |

| 19 |

| 4 | 13 | 2 | 1 |

| 19 |